# H Company
H Company ou simplement H, anciennement connue sous le nom de Holistic AI, est une startup française spécialisée dans le développement de solutions d'intelligence artificielle. Elle se concentre sur la création de modèles d'IA pour améliorer divers processus métiers, avec un objectif à long terme d'atteindre l'Intelligence artificielle générale.

## Histoire
H Company a été fondée fin 2023 par Charles Kantor passé par CentraleSupélec et l'Université Stanford, et quatre anciens employés de DeepMind, Laurent Siffre ayant participé au programme de recherche AlphaGo, Daan Wiestra, un membre fondateur, Karl Tuyls, un spécialiste des systèmes multi-agents, et Julien Perolat, spécialisé lui aussi en systèmes multi-agents et de la théorie des jeux. En août 2024, trois des cofondateurs, Karl Tuyls, Daan Wierstra et Julien Perolat, quittent l'entreprise en raison de « désaccords opérationnels »,.
L'entreprise a levé 220 millions de dollars en 2024 auprès d'investisseurs tels que Accel, Bpifrance, Amazon, UiPath, Eric Schmidt, Xavier Niel, Eurazeo, Yuri Milner, Aglaé Ventures de Bernard Arnault, et Samsung.
En novembre 2024, la startup annonce la sortie de son modèle à agents Runner et la création d'une liste d'attente pour un accès à l'API. Runner est un modèle combinant un Large Language Model (LLM) et un Vision Language Model (VLM) de "petite taille" (2 milliards de paramètres).
En juin 2025, l’entreprise se sépare de son CEO et co-fondateur Charles Kantor et le remplace par Gautier Cloix, précédemment directeur France chez Palantir Technologies. Laurent Sifre est le seul co-fondateur encore employé chez H au titre de Chief Scientist, les autres fondateurs n’ayant plus de rôle opérationnel dans l’entreprise,.

## Activité
H Company a pour ambitions de développer des agents d'IA et des modèles d'IA « orientés action » pour automatiser des tâches complexes et améliorer la productivité dans divers secteurs. L'entreprise souhaite stimuler la productivité en développant des "modèles d'action d'avant-garde pour booster la productivité des travailleurs" et travailler vers l'atteinte de l'Intelligence Artificielle Générale (IAG) complète,.[passage promotionnel]